# Victory (группа)
Victory (с англ. — «Победа») - немецкая рок-группа, играющая в стилях хэви-метал и хард рок. Основана в 1984 году. За время существования, группа записала и выпустила 10 студийных альбомов и 8 синглов.

## Дискография

### Студийные альбомы
- 1985 Victory
- 1986 Don't Get Mad... Get Even
- 1987 Hungry Hearts
- 1989 Culture Killed the Native
- 1990 Temples of Gold
- 1992 You bought it – You name it
- 1996 Voiceprint
- 2003 Instinct
- 2006 Fuel to the Fire (Re-recordings of older songs)
- 2011 Dont Talk Science (recorded in 2009)

### Синглы
- Check's in the Mail (1986)
- Feel the Fire (1987)
- Never Satisfied (1989)
- Don't Tell No Lies (1989)
- Rock'n'Roll Kids Forever (1990)
- Rock-O-Matic (1990)
- Lost in the Night (1992)
- Deep Inside the World (1996)

### Компиляции
- The Very Best of Victory - Rock'n'Roll Kids Forever (1992)

## Составы

### Текущий состав
- Жоти Пархаридис - вокал (2005 - 2011, 2013 - наши дни)
- Герман Франк - гитара (1986 - 1996, 2003-2011, 2013 - наши дни)
- Кристос Мамалицидис - гитара (2013 - наши дни)
- Питер Пихль - бас-гитара (2013 - наши дни)
- Михаэль Вольперс - ударные (2013 - наши дни)

### Бывшие участники
- Рафаэль Гарридо - вокал
- Томми Ньютон - гитара
- Фарго Питер Хорн - бас-гитара
- Берни ван дер Граф - ударные
- Джон Локтон - гитара